# Okagi Hayashi
Pour les articles homonymes, voir Hayashi.
Okagi Hayashi (林おかぎ, Hayashi Okagi) est une supercentenaire japonaise née le 2 septembre 1909, doyenne du Japon et de l'Asie jusqu'à sa mort le 26 avril 2025.

## Biographie
Okagi Hayashi est née à Tsumagi (actuelle Toki City) dans la préfecture de Gifu au Japon.  
Après avoir obtenu son diplôme d’études primaires, elle s’est inscrite à la Nakatsu Girls' High School,. Vers 20 ans, elle a épousé un professeur d’école primaire avec qui elle a eu neuf enfants. Okagi Hayashi étant très soucieuse de sa santé, elle faisait régulièrement des exercices avec son mari et aimait faire des excursions dans les sources chaudes et jardiner avec ses amis de l’école jusqu'à devenir octogénaire,. 
Elle a vécu avec sa famille jusqu'à ses 105 ans, puis a intégré une maison de retraite. 
Même à l'âge de 112 ans, elle était encore capable de lire les journaux et aimait résoudre des casse-têtes,. 

## Longévité
Le 27 avril 2023, elle est devenue la personne la plus âgée ayant jamais résidé à la préfecture de Gifu.
Le 9 juillet 2024, Okagi Hayashi est devenue la dernière Japonaise née en 1909 à la suite du décès de Masa Matsumoto.
Le 29 décembre 2024, elle est devenue la doyenne du Japon et l'Asie après la mort de Tomiko Itooka.
Okagi Hayashi est reconnue comme étant l'une des dernières personnes nées durant les années 1900, et est l'une des personne la plus âgée du monde, en 2025, avec Inah Canabarro Lucas et Ethel Caterham,.